# Araneibatrus
Araneibatrus is een geslacht van kevers uit de familie van de kortschildkevers (Staphylinidae). De wetenschappelijke naam van het geslacht werd voor het eerst geldig gepubliceerd in 2010 door Yin en Li.

## Soorten
- Araneibatrus callissimus (Nomura & Wang, 1991)[2]
  - = Batrisodellus callissimus Nomura & Wang, 1991[3]
  - = Tribasodellus callissimus (Nomura & Wang, 1991)
- Araneibatrus cellulanus Yin, Jiang & Steiner, 2016[2]
- Araneibatrus curvitibialis Yin & Zhou, 2018[4]
- Araneibatrus gracilipes Yin & Li, 2010[1]
- Araneibatrus grossepunctatus Yin, Jiang & Steiner, 2016[2]
- Araneibatrus phuphaphet Yin & Jantarit, 2019[5]
- Araneibatrus pubescens Yin, Jiang & Steiner, 2016[2]
- Araneibatrus spinosus Yin, Jiang & Steiner, 2016[2]